# Wadów
Wadów – obszar Krakowa wchodzący  w skład Dzielnicy XVII Wzgórza Krzesławickie.

## Historia
Pierwsze wzmianki o Wadowie pochodzą z 1243 (była własnością rodu Gryfitów i należała do parafii w Ruszczy), a pierwsza wzmianka o Wadowie znalazła się w dokumencie przywileju dla klasztoru benedyktynek w Staniątkach. W XIV lokowana na prawie niemieckim.
W 1430 roku wieś została sprzedana przez Spytka z Melsztyna wojewodzie krakowskiemu Janowi z Tarnowa. W połowie XV wieku we wsi znajdował się dwór i folwark. W 1551 roku wieś należała do Mikołaja Jakubowskiego, a w 1699 roku była własnością Hermolausa Ligęzy. W latach 1763–1783 właścicielem wsi był Stanisław Kostka Gostowski. 
W 1785 roku wieś od Jana Darowskiego kupił Antoni Badurski. W 1792 roku majątek otrzymały siostry Szasterówny, ale w 1801 roku jedyną jego właścicielką zostaje Anna z Szasterow, żona Antoniego Szastera. W lipcu 1826 roku podarowała ona wieś swojemu synowi Antoniemu. Po jego śmierci pozostawiła sobie część majątku, resztę przepisując na wnuczki: Julię z Różyckich Zakrzewską i Annę Różycką. Gdy w 1856 roku Anna zmarła w więzieniu Theresienstadt, właścicielką całego majątku zostaje Julia Zakrzewska. Ta w 1869 roku sprzedaje go Pinkusowi Attesländerowi, a ten w 1873 odsprzedaje Józefowi Badeniemu. Po śmierci Józefa wdowa ponim Helena Badeniowa wychodzi za mąż za Kazimierza Morawskiego. W testamencie z 1882 roku zapisuje część majątku synowi Kazimierzowi Marianowi Morawskiemu. W 1912 roku kupił on drugą część majątku, a 2 marca 1931 roku sprzedał  Wadów Zofii z Kulinowskich Pobórkowej (po rozwodzie wróciła do panieńskiego nazwiska), która była jego ostatnią właścicielką. 
Józef Badeni kazał wybudować dwór według projektu Antoniego Łuszczkiewicza (zachował się on do dzisiaj razem z przyległym parkiem). Otoczony parkiem dwór dawnych właścicieli wsi Badenich,  od 2017 roku jest własnością miasta Krakowa.
Wadów w 1949 został częścią miasta Nowa Huta a następnie, razem z całą Nową Hutą, włączono go do Krakowa (1 stycznia 1951), jako osiedle dzielnicy Nowa Huta. Od 1991 wieś jest częścią  Dzielnicy XVII.

Znajdują się tu: szkoła podstawowa nr 78, Samorządowe Przedszkole nr 63 „Wesołe Skrzaty”, stadion Orlik 2012, urząd pocztowy, sklepy spożywcze, cukiernia i 2 pizzerie. Znajduje się tu również kaplica rzymskokatolicka parafii św. Grzegorza w Ruszczy. Na terenie Wadowa znajduje się także 14 bloków stanowiących dawne osiedle Polskich Kolei Państwowych. 

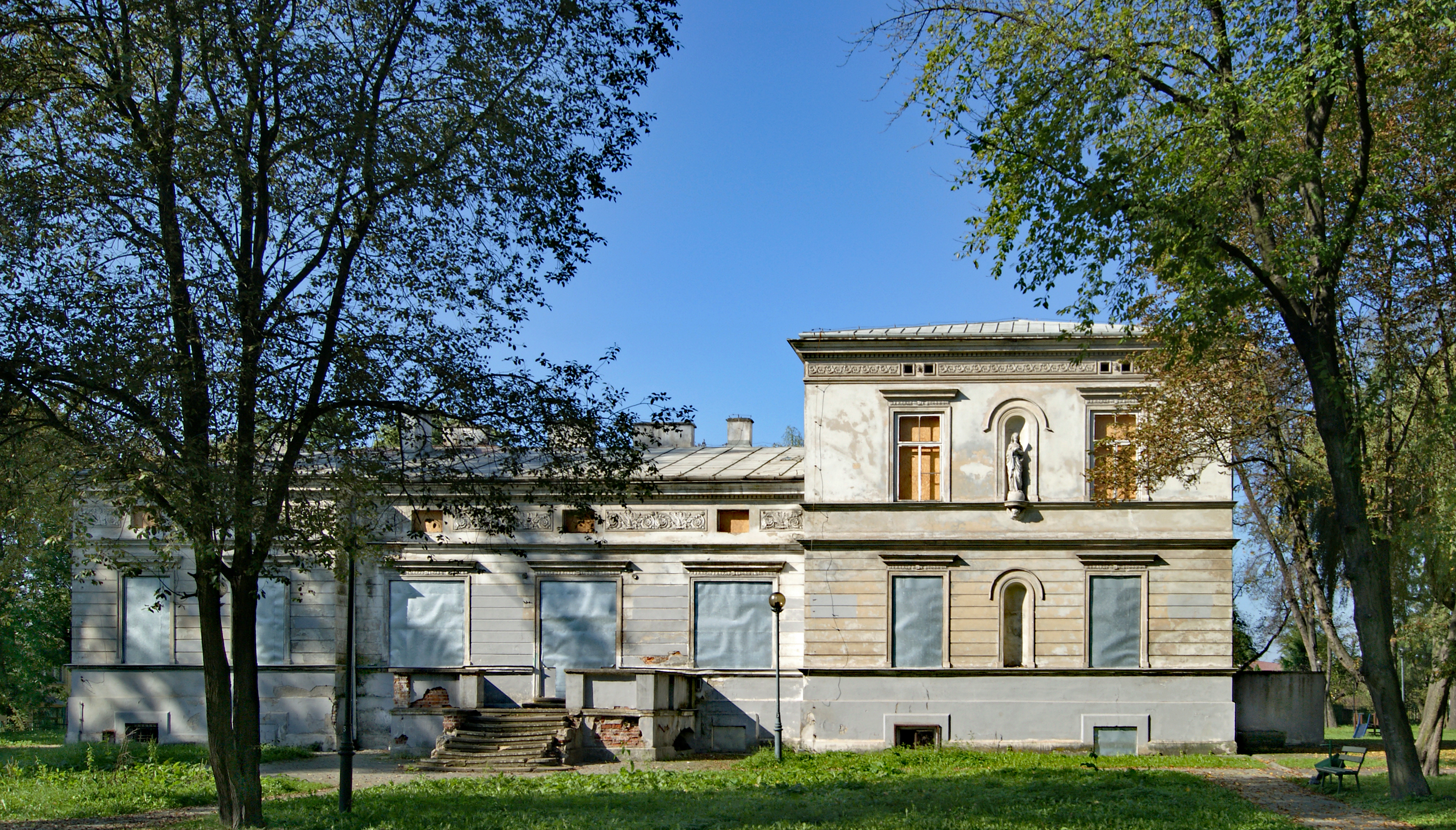
Dwór Badenich

Na terenie wsi pozostały: zabytkowa, kamienna kapliczka św. Stanisława Kostki z roku 1780 (róg ulic Wadowskiej i Glinik) i kamienna kapliczka przedstawiająca Jezusa Chrystusa Ukrzyżowanego (róg ulic Wadowskiej i Za Ogrodem).
Na terenie osiedla znajduje się stacja pomiarowa Głównego Inspektoratu Ochrony Środowiska (GIOŚ) monitorująca stężenie w powietrzu pyłu zawieszonego PM10.
Urodził się tu Walerian Feliks Wiśniewski ps. „Kuba” (ur. 18 sierpnia 1893, zm. 19 października 1946) – podpułkownik piechoty Wojska Polskiego, kawaler Orderu Virtuti Militari.

## Transport
Na teren osiedla można dojechać autobusami komunikacji miejskiej MPK: 
- 110 (Aleja Przyjaźni – Węgrzynowice)
- 160 (Aleja Przyjaźni – Pleszów)
- 242 (Kombinat – Krzysztoforzyce)
- 272 (Kombinat –Kocmyrzów Urząd Gminy

### Ulice
- ul. Wadowska
- ul. Za Ogrodem
- ul. Sulisława
- ul. Glinik
- ul. Jaskrowa
- ul. Zagościniec
- ul. Zawielgusie
- ul. Kolędnicza
- ul. Kosów
- ul. Kulinowskiej
- ul. Wodocza
- ul. Sajakówka
- ul. Żonkilowa
- ul. Organki
- ul. Spławy
- ul. Trzech Króli
- ul. Wielkich Pieców

## Edukacja
- Samorządowe Przedszkole nr 63
- Szkoła Podstawowa nr 78 im. Piotra Michałowskiego